# 김과장
《김과장》은 2017년 1월 25일부터 2017년 3월 30일까지 KBS2에서 방송되었던 수목드라마이다.

## 줄거리
돈에 대한 천부적인 촉을 가진 '삥땅 전문 경리과장' 김성룡이 한탕주의로, TQ그룹에 필사적으로 입사하지만, 부정부패가 만연한 환경 속에서, 무너져가는 회사를 살리는 모습을 그린 비즈니스 코미디 드라마

## 등장인물

### 주요 인물
- 남궁민 : 김성룡 역 (아역 김강훈) - TQ그룹 경리부 과장

천재는 노력하는 자를 못 이기고, 노력하는 자는 즐기는 자를 못 이긴다 했던가. 하지만 여기, “노력하며 즐기는 천재”가 있다!
김성룡! 선천적으로 타고난 근성과 깡. 비상한 두뇌와 돈에 대한 천부적인 감각&재능을 골고루 지닌 능력자다. 그리고 그런 귀~한 재능을 자금삥땅에 적극 활용하는 꾼(?)의 기질까지 타고 났으니 이를 당할 자가 없다.
자신의 목표 [덴마크 이민의 꿈]을 위해 이리저리 소소하게 자금삥땅을 치며 살던 어느 날, (돈 많은) 대기업 TQ그룹의 경리과장 채용공고를 보고 꿈에 부푼다.
여기라면 크게 한탕 하고 하루빨리 덴마크로 갈 수 있겠다!
설마하며 던진 이력서가 덜컥 뽑히며, 성룡은 찬란한 덴마크이민의 부푼 꿈을 가득 안은 채 서울로 입성한다. 저 멀리서 다가오는.. 시커먼 먹구름의 정체를 전혀 모른 채 말이다..
- 남상미 : 윤하경 역 - TQ그룹 경리부 대리 → 경리부 과장

도회적인 스타일에 단아하고 지적인 미모. 부원들을 아우르는 카리스마와 리더십까지 고루 겸비한 TQ그룹 경리부 대리.
고1때까지 소프트볼 선수로 활약했고 주장을 맡을 정도로 책임감, 승부욕 또한 강하다.
불의를 보면 못 참고 할 말은 똑 부러지게 다 하는 성격이지만 시간이 지나며 회사 내에 만연하는 부정한 행태들에 순응하게 되고, 그것이 곧 현실이란 것을 받아들이게 된다. 부정한 현실에 맞서 싸울 여력도, 상황도 안 된다는 것을 알기 때문이다.
그런 하경의 앞에 갑자기 김과장이 나타난다! 예의라곤 찾아볼 수 없고 끝없이 건들거리며 뭐 하나 맞는 구석 하나 없는 괴짜 과장! 그리고 그의 등장으로 하경은 대변혁을 맞이하게 되는데..!
- 준호 : 서율 역 - 중앙지검 회계범죄 수사부 검사 → TQ그룹 재무이사

원랜 중앙지검 범죄 수사부 검사였으나, TQ그룹 박현도회장의 스카웃으로 TQ그룹 재무이사에 발탁됐다.
샤프한 외모에 날카로운 눈빛. 나이보다 동안으로 귀여운 소년 같은 이미지지만 실상은 완전 정 반대다.
괴팍한 냉혈한에 독선과 아집으로 똘똘 뭉친 안하무인 싸가지. 게다가 약자에겐 잔인할 정도로 가혹하며, 강자에겐 꿀리지 않는 카리스마와 깡을 가졌다.(하지만 사랑 앞에선 서툴고 귀여운 모습을 보이기도 한다.)
21세 때 이미 사법시험에 합격할 정도로 수재이며 회계 범죄 쪽 검사를 맡으면서 1년 만에 회계사 시험에 패스하는 기염을 토하기도 한다. 이처럼 모두가 서율을 두려워하는 가운데 그의 앞에 자신과 비등한 또라이 김과장이 등장한다. 그리고 겁도 없이 서율에게 도전장을 들이댄다!
- 정혜성 : 홍가은 역 - 서울중앙지방검찰청 특수수사부 회계범죄3팀 수사관, TQ그룹 회계부 위장사원

상큼하고 풋풋한 새내기느낌이 물씬 풍기는 TQ그룹 회계팀 인턴!
하지만! 실제론 검찰 특수수사부 소속 수사관이다. 고득점으로 회계사시험을 합격하고 비장한 각오로 검찰 특수수사부에 지원했지만 TQ그룹의 부정회계를 조사하던 한검사의 명으로 “TQ그룹 회계팀 비밀요원”으로 발령 났다!
누구보다 치밀하게, 누구보다 완벽하게 적군의 기지에서
모든 정보를 입수 해야만 하는 중요한 임무를 맡고 있다!
그런데 얘 뭔가.. 어딘가 엉성하다.
그림자처럼 행해야 하는 임무에 연신 실수연발 사고연발!
일에 대한 열의는 가득하나, 하는 일마다 엉성하고
어딘가 불안한 귀여운 언더커버.

### TQ그룹 경리부
- 김원해 : 추남호 역 - TQ그룹 경리부 부장 → 재무관리본부장

명문대 나와서, 한 때는 나름 잘나가는 사원이자 재원이었지만
이제는 자리사수가 인생의 가장 큰 목표가 되어버린 경리부장이다.
그저 위에서 시키는대로 고분고분 일하는 게 회사에도 좋고 나에게도 좋다고 생각하는
‘복지부동’ ‘복세편살(복잡한 세상 편하게 살자)’의 대표적 인물.
- 김강현 : 이재준 역 - TQ그룹 경리부 주임

말도 많고 불만도 많은 경리부 주임.
명문대 경제학과를 졸업한 재원으로 TQ에 입사했지만 스펙과는 달리
고과에서 좋은 점수를 얻지 못해 진급이 처졌다.
추부장을 은근 무시하고 후진 스펙의 김과장 또한 대놓고 무시하고 깔본다.
이런 점들이 재준을 밉상으로 만드는 가장 중요한 포인트다.
- 조현식 : 원기옥 역 - TQ그룹 [경리부] 사원 → 주임

사람 좋고 성격 좋지만 인상 때문에 큰 오해를 사는 인물이다.
체격도 크고 인상도 살짝 무섭게 보여 가만있어도 화난 것 같다.
3년차 사원으로, 역시 하경 보다 나이가 많지만 늦게 입사한 탓에 아직 평사원이다.
- 류혜린 : 빙희진 역 - TQ그룹 경리부 사원

명문대 회계학과 출신으로 엘리트 사원이다.
카랑카랑한 목소리에 똑 부러진 일처리, 매사에 야무지다.
왈가닥은 아니지만 그래도 기본적으로 쾌활하고 흥도 있다.
- 김선호 : 선상태 역 - TQ그룹 경리부 사원

명문대 철학과 출신의 경리부 사원. 입사 1년차다.
허우대 멀쩡하고 매우 순진하며 성실하다.
자기 일 열심히 하고 절대 남에게 민폐 끼치지 않는다.
먹고 살기 위해 회계와 재무를 배워 어렵게 입사했지만, 나름 철학과 출신이라
사유와 사색을 중요시 하고, 가끔 개똥철학을 늘어 놓기도 한다.

### TQ그룹 사람들
- 박영규 : 박현도 역 - TQ그룹 회장

TQ그룹 회장으로, 겉으론 기업주로서 인간경영, 가족경영을 표방하지만 실은 탐욕스럽고 잔인&잔혹한 돈벌레다.
TQ그룹 창업주이자 장인이었던 장두형 회장 사후, 경영권사수를 위해 서율을 스카우트 해, 본격적인 회계조작에 들어가려 한다.
자신의 욕심을 위해서라면 피도 눈물도 없는 간교한 인물.결국 구속됐다
- 이일화 : 장유선 역 - 박현도 회장의 아내, 박명석 부본부장의 어머니, TQ리테일 대표이사 → TQ그룹 회장

결혼 직후에는 남편과 경영일선에 있었으나,
창업주였던 아버지의 사 후, 박회장은 유선의 건강을 구실삼아
경영일선에서 물러나게 했다.
유선은 희귀 면역계 질병으로 실제로 몸이 불편한 상태다.
현재는 대표이사라는 타이틀만 있을 뿐 모든 실권을 잃은 상태다.박회장 구속후 실권을 되찾았다
- 서정연 : 조민영 역 - TQ그룹 상무이사

뛰어난 두뇌에 냉정하고 잔혹하며,
수단과 방법을 가리지 않는 TQ그룹 상무.
TQ그룹의 실세 중 하나로 박현도회장의 최측근이다.
하지만 새로 온 서율과 파워게임을 벌이고 힘에서 점점 밀리게 된다.
- 정석용 : 고만근 역 - TQ그룹 재무관리본부장

TQ그룹 재무관리본부장이지만 힘없는 허수아비나 다름없다.
임원이긴 하지만 권력에서 벗어나 있으며, 군소리 안 하고 윗 전의 명령에 따라
부서를 관리감시 하는 것이 살아남는 길이라 생각한다.
- 김민상 : 이강식 역 - TQ그룹 회계부장

빈틈없고 치밀하고 상명하복을 최우선으로 하는 회계부장이다.
그러나 서율이 재무이사로 온 후, 힘의 이동이 됐음을 직감하고 조상무에서
서율로 갈아타게 된다.
- 황영희 : 엄금심 역 - TQ그룹 청소부장

TQ건물의 향기와 청결을 책임지는 청소부장.
남들은 청소부라 우습게봐도 금심은 눈곱만치도 신경 쓰지 않는다.
자신의 직업에 프라이드 넘친다. 청소하며 집샀고 자식들도 먹여 살린다.
청소 분야 하나 만큼은 누구도 따라올 자가 없다고 자부한다!
- 김재화 : 나희용 역 - TQ그룹 윤리경영실장

TQ그룹에서 도덕과 예의, 윤리를 담당하고 있는 윤리경영실장.
학교에 학생주임이 있다면 TQ엔 나희용 실장이 있다.
웃으면 자신을 얕잡아 볼 것이라고 생각한다.
때문에 더욱 가혹하게 직원들을 잡기도 한다.
- 동하 : 박명석 역 - 전 TQ그룹 운영 부본부장, TQ그룹 경리부 인턴사원, 박현도와 장유선의 아들

세상 부러울 것 없는 재벌 2세이지만, 허우대만 멀쩡하지 좀 모자란 구석이 있다.

### 서울중앙지방검찰청 사람들
- 정문성 : 한동훈 역 - 서울중앙지방검찰청 특수수사부 회계범죄3팀 검사
- 남성준 : 이석수 역 - 서울중앙지방검찰청 특수수사부 회계범죄3팀 수사계장

### 군산 사람들
- 임화영 : 오광숙 역 - 전 덕포흥업 경리과 사원, 현 TQ그룹 사내카페 종업원

### 특별 출연
- 김응수 : 배덕포 역 - 덕포흥업 사장. 김성룡의 보스
- 이시언 : 박용택 검사 역 - 서울중앙지방검찰청 검사
- 이상훈 : 유치장 남자 역
- 송영길 : 유치장 남자 역
- 정경호 : 김성룡 협박남 역
- 하승리: 이민지 역 - TQ편의점 알바생.

## 촬영지
- 동북아 무역타워
- 영락교회
- 수원시립아이파크미술관
- 송도 컨벤시아
- 철길마을
- 우리꽃식물원
- 진포해양테마공원
- 신진조선소

## 시청률
최저 시청률과 최고 시청률은 시청률 조사회사와 지역별로 시청률에 차이가 있을 수 있습니다.
| 2017년      | 2017년      | 2017년         | 2017년       | 2017년         | 2017년       |
| 회차        | 방송일      | TNmS 시청률    | TNmS 시청률  | AGB 시청률     | AGB 시청률   |
| 회차        | 방송일      | 대한민국(전국) | 서울(수도권) | 대한민국(전국) | 서울(수도권) |
| ----------- | ----------- | -------------- | ------------ | -------------- | ------------ |
| 제1회       | 1월 25일    | 6.6%           | 7.1%         | 7.8%           | 7.7%         |
| 제2회       | 1월 26일    | 6.3%           | 6.5%         | 7.2%           | 7.2%         |
| 제3회       | 2월 1일     | 11.7%          | 13.3%        | 12.8%          | 12.8%        |
| 제4회       | 2월 2일     | 11.5%          | 13.3%        | 13.8%          | 14.1%        |
| 제5회       | 2월 8일     | 13.2%          | 15.5%        | 15.5%          | 15.8%        |
| 제6회       | 2월 9일     | 12.1%          | 12.9%        | 16.7%          | 17.6%        |
| 제7회       | 2월 15일    | 13.1%          | 15.0%        | 16.1%          | 16.3%        |
| 제8회       | 2월 16일    | 13.7%          | 15.6%        | 17.6%          | 17.3%        |
| 제9회       | 2월 22일    | 15.5%          | 16.2%        | 17.8%          | 18.0%        |
| 제10회      | 2월 23일    | 15.2%          | 15.6%        | 17.2%          | 17.3%        |
| 제11회      | 3월 1일     | 15.6%          | 17.0%        | 18.4%          | 19.2%        |
| 제12회      | 3월 2일     | 16.3%          | 17.8%        | 18.4%          | 18.5%        |
| 제13회      | 3월 8일     | 15.3%          | 16.2%        | 16.8%          | 16.8%        |
| 제14회      | 3월 9일     | 14.3%          | 14.9%        | 17.1%          | 16.9%        |
| 제15회      | 3월 15일    | 14.6%          | 16.1%        | 18.4%          | 19.1%        |
| 제16회      | 3월 16일    | 16.2%          | 18.1%        | 17.1%          | 17.6%        |
| 제17회      | 3월 22일    | 17.4%          | 19.7%        | 17.4%          | 17.5%        |
| 제18회      | 3월 23일    | 16.0%          | 17.3%        | 17.0%          | 17.5%        |
| 제19회      | 3월 29일    | 17.0%          | 18.6%        | 16.9%          | 16.8%        |
| 제20회      | 3월 30일    | 18.0%          | 18.7%        | 17.2%          | 17.8%        |
| 평균 시청률 | 평균 시청률 | 14.0%          | 15.3%        | 15.9%          | 16.1%        |

## 사운드 트랙

### 파트 1
| #            | 제목                          | 작사         | 작곡         | 편곡 | 재생 시간 |
| ------------ | ----------------------------- | ------------ | ------------ | ---- | --------- |
| 1.           | 〈Must be the money〉 (딘딘)  | 김성태, 딘딘 | 김성태       | 3:14 |           |
| 2.           | 〈Must be the money (Inst.)〉 |              | 김성태       | 3:14 |           |
| 총 재생 시간 | 총 재생 시간                  | 총 재생 시간 | 총 재생 시간 | 6:28 |           |

### 파트 2
| #            | 제목                             | 작사            | 작곡                  | 편곡 | 재생 시간 |
| ------------ | -------------------------------- | --------------- | --------------------- | ---- | --------- |
| 1.           | 〈How It Happens〉 (After Romeo) | Drew Ryan Scott | Drew Ryan Scott, Ping | 3:37 |           |
| 2.           | 〈How It Happens (Inst.)〉       |                 | Drew Ryan Scott, Ping | 3:37 |           |
| 총 재생 시간 | 총 재생 시간                     | 총 재생 시간    | 총 재생 시간          | 7:14 |           |

## 참고 사항
- KBS 드라마운영팀의 김성근 팀장의 인터뷰에서, "대기업 경리실을 배경으로 하는 지상파 유일의 비즈니스 코미디 드라마이므로, 부정부패가 만연한 환경 속에서, 공공연히 벌어지는 암투극과 날로 갈수록 심화되고 있는 무한 경쟁 주의 세태를 강도 높게 비판하여, 모든 계층이 누구나 공감할 수 있는 현실성 짙은 소재와 코미디 드라마 특유의 오락성을 가미한 점이 가장 큰 성공 요인이었다"라고 덧붙였다.
- 당초 남궁민이 분한 김성룡 역은 차태현이 캐스팅되었지만 개인사정으로 고사했다고 한다.[3]
- 우연인지 모르겠지만, 19회 끝무렵의 체포영장에서 검사명이 ”한동훈“이다.

## 수상 경력 및 후보
| 연도 | 수상 경력                   | 부문                        | 수상자(작)    | 결과 | 출처        |
| ---- | --------------------------- | --------------------------- | ------------- | ---- | ----------- |
| 2017 | 제53회 백상예술대상         | TV부문 남자 최우수연기상    | 남궁민        | 후보 | [ 4 ]       |
| 2017 | 제44회 한국방송대상         | 중단편드라마부문 작품상     | 김과장        | 수상 | [ 5 ]       |
| 2017 | 제44회 한국방송대상         | 연기자부분 개인상           | 남궁민        | 수상 | [ 5 ]       |
| 2017 | 제10회 코리아 드라마 어워즈 | 작품상                      | 김과장        | 후보 | [ 6 ] [ 7 ] |
| 2017 | 제10회 코리아 드라마 어워즈 | 프로듀서상                  | 이장수        | 후보 | [ 6 ] [ 7 ] |
| 2017 | 제10회 코리아 드라마 어워즈 | 작가상                      | 이은진        | 후보 | [ 6 ] [ 7 ] |
| 2017 | 제10회 코리아 드라마 어워즈 | 남자 최우수연기상           | 남궁민        | 후보 | [ 6 ] [ 7 ] |
| 2017 | 제10회 코리아 드라마 어워즈 | 여자 우수연기상             | 이일화        | 후보 | [ 6 ] [ 7 ] |
| 2017 | 제10회 코리아 드라마 어워즈 | OST상                       | 딘딘          | 수상 | [ 6 ] [ 7 ] |
| 2017 | 제1회 더 서울어워즈         | 드라마부문 남우주연상       | 남궁민        | 후보 | [ 8 ]       |
| 2017 | KBS 연기대상                | 남자 최우수상               | 남궁민        | 수상 |             |
| 2017 | KBS 연기대상                | 베스트 커플상               | 남궁민 & 준호 | 수상 |             |
| 2017 | KBS 연기대상                | 중편드라마 부문 남자 우수상 | 준호          | 수상 |             |
| 2017 | KBS 연기대상                | 중편드라마부문 여자 우수상  | 남상미        | 후보 |             |
| 2017 | KBS 연기대상                | 여자 조연상                 | 정혜성        | 수상 |             |
| 2017 | KBS 연기대상                | 여자 조연상                 | 이일화        | 수상 |             |
| 2018 | 제30회 한국PD대상           | 작품상 - TV 드라마 부문     | 김과장        | 수상 |             |

## 동시간대 드라마
MBC 수목드라마
- 《미씽나인》 : (2017년 1월 18일 ~ 2017년 3월 9일)
- 《자체발광 오피스》 : (2017년 3월 15일 ~ 2017년 5월 4일)

SBS 드라마 스페셜
- 《푸른 바다의 전설》 : (2016년 11월 16일 ~ 2017년 1월 25일)
- 《사임당, 빛의 일기》 : (2017년 1월 26일 ~ 2017년 5월 4일)

## 같이 보기
- 대한민국의 텔레비전 드라마 목록 (ㄱ)
- 2017년 대한민국의 텔레비전 드라마 목록